# Luc Robitaille
Luc Jean-Marie Robitaille (ur. 17 lutego 1966 w Montrealu) – kanadyjski hokeista. Reprezentant Kanady. Działacz hokejowy.
Od 2007 prezydent ds. biznesowych w klubie Los Angeles Kings, w którym występował przez większość kariery zawodniczej.

## Kariera klubowa
- Bourassa Angevins (1982-1983)
- Hull Olympiques (1983-1986)
- Los Angeles Kings (1986-1994)
- Pittsburgh Penguins (1994-1995)
- New York Rangers (1995-1997)
- Los Angeles Kings (1997-2001)
- Detroit Red Wings (2001-2003)
- Los Angeles Kings (2003-2004, 2005-2006)

Po Mistrzostwach Świata Juniorów w 1986 roku, gdzie Robitaille zdobył srebrny medal, zespół Los Angeles Kings po dwóch latach od wyboru w drafcie, zdecydował się powołać zawodnika do szerokiej kadry. W debiutanckim sezonie 86-87 Robitaille zdobył 84 punkty i wygrał nagrodę Calder Memorial Trophy jako najlepszy z debiutantów sezonu. Później okazało się, że to jedyna nagroda indywidualna, którą wygrał, nie licząc wyborów do drużyn gwiazd. Na te 84 punkty składało się 45 goli. Tym samym Kanadyjczyk rozpoczął serię ośmiu kolejnych sezonów, kiedy zdobywał powyżej 40 bramek w sezonie. Ciąg przerwany został przez lokaut w sezonie 94-95. Najlepsze statystyki „Lucky Luc” zaliczył w sezonie 92-93. Trafił do siatki rywali 63 razy; zdobył ogólnie 125 punktów, co jest najlepszym wynikiem w historii ligi wśród lewoskrzydłowych. Jego ekipa – Los Angeles Kings – mając w składzie m.in. Wayne’a Gretzky’ego, odniosła sukces w postaci awansu do finału ligi, mimo że po regular season drużyna legitymowała się 12 lokatą w rozgrywkach. W ostatecznym starciu lepsi okazali się hokeiści Montreal Canadiens, na czele z Patrickiem Royem. Za rok Kings nie zdołali już awansować do playoffów. Niepowodzenie w klubie Robitaille wynagrodził sobie w reprezentacji. Będąc kapitanem drużyny wywalczył złoty medal mistrzostw świata, który był pierwszym dla reprezentacji Kanady od 1961 roku. W finale Robitaille zdobył decydującą bramkę w serii rzutów karnych.
W 1994 roku liga NHL zawiesiła rozgrywki i rozegrano niepełny sezon, a Luc przeszedł do Pittsburgh Penguins. Podczas gry w Pittsburghu wystąpił w filmie Nagła śmierć z Jeanem-Claude’em Van Damme’em, gdzie zagrał samego siebie. W ekipie Pingwinów grał rok, po czym został graczem New York Rangers. W barwach tej ekipy występował przez dwa sezony. Na wschodzie ligi Robitaille'owi się nie powiodło i w 1997 roku ponownie został graczem Los Angeles Kings.
W sezonie 1997/1998 Robitaille w 57 spotkaniach 16 razy pokonywał bramkarzy rywali i zdobył 40 punktów. W następnym sezonie był jednym z najlepiej punktujących zawodników ligi. Zespół Los Angeles Kings zdecydował się opuścić ponownie w 2001 roku. Podpisał umowę z Detroit Red Wings. Zdobył Puchar Stanleya i osiągnął pułap 600 bramek zdobytych w dotychczasowej karierze. Rok później Luc zdobył w sezonie 11 bramek, co było najsłabszym wynikiem w jego karierze. Po dwuletnim pobycie w Detroit zdecydował się znów powrócić do Los Angeles Kings. Początkowo zdobywał więcej punktów niż w barwach poprzedniego klubu, ale sezon 2004-2005 został odwołany z powodu lokautu. Po sezonie 2005-2006 zakończył karierę.

## Statystyki w sezonach regularnych
| Sezon     | Klub                | Mecze | Gole | Asysty | Punkty | +/- |
| --------- | ------------------- | ----- | ---- | ------ | ------ | --- |
| 1986/1987 | Los Angeles Kings   | 79    | 45   | 39     | 84     | -18 |
| 1987/1988 | Los Angeles Kings   | 80    | 53   | 58     | 111    | -9  |
| 1988/1989 | Los Angeles Kings   | 78    | 46   | 52     | 98     | 5   |
| 1989/1990 | Los Angeles Kings   | 80    | 52   | 49     | 101    | 8   |
| 1990/1991 | Los Angeles Kings   | 76    | 45   | 46     | 91     | 28  |
| 1991/1992 | Los Angeles Kings   | 80    | 44   | 63     | 107    | -4  |
| 1992/1993 | Los Angeles Kings   | 82    | 63   | 62     | 125    | 18  |
| 1993/1994 | Los Angeles Kings   | 82    | 44   | 42     | 86     | -20 |
| 1994/1995 | Pittsburgh Penguins | 46    | 23   | 19     | 42     | 10  |
| 1995/1996 | New York Rangers    | 77    | 23   | 46     | 69     | 13  |
| 1996/1997 | New York Rangers    | 69    | 24   | 24     | 48     | 16  |
| 1997/1998 | Los Angeles Kings   | 57    | 16   | 24     | 40     | 5   |
| 1998/1999 | Los Angeles Kings   | 82    | 39   | 35     | 74     | -1  |
| 1999/2000 | Los Angeles Kings   | 71    | 36   | 38     | 74     | 11  |
| 2000/2001 | Los Angeles Kings   | 82    | 37   | 51     | 88     | 10  |
| 2001/2002 | Detroit Red Wings   | 81    | 30   | 20     | 50     | -2  |
| 2002/2003 | Detroit Red Wings   | 81    | 11   | 20     | 31     | 4   |
| 2003/2004 | Los Angeles Kings   | 80    | 22   | 39     | 51     | 4   |
| 2005/2006 | Los Angeles Kings   | 65    | 15   | 9      | 24     | -6  |

## Nagrody i osiągnięcia
Reprezentacyjne
- Srebrny medal mistrzostw świata juniorów do lat 20: 1986
- Canada Cup: 1991
- Złoty medal mistrzostw świata: 1994

Klubowe
- Puchar Stanleya: 2002

Indywidualne
- QMJHL / [CHL 1985/1986:
  - Pierwszy skład gwiazd QMJHL
  - Pierwsze miejsce w klasyfikacji asystentów QMJHL: 123 asyst
  - Skład gwiazd Memorial Cup
  - Najlepszy zawodnik sezonu CHL
  - Trophée Guy Lafleur (Najbardziej Wartościowy Zawodnik (MVP) w fazie play-off)
- NHL (1986/1987):
  - NHL All-Rookie Team
  - Calder Memorial Trophy
- NHL All-Star Game: 1987, 1988, 1989, 1990, 1991, 1992, 1993, 1999, 2001
- Mistrzostwa świata 1994:
  - Zdobywca decydującego gola o tytule mistrzowskim (w rzutach karnych wykonał dwa skuteczne najazdy, mecz Kanada-Finlandia 3:2, 8 kwietnia 1994)
- Hockey Hall of Fame: 2009

## Inne informacje
- Jego żoną jest Stacia. Mają syna Jessego (ur. 1995). Pasierbem Robitaille'a jest aktor Steven R. McQueen.
- W 2005 roku przyjął obywatelstwo amerykańskie.
- W 2005 roku wraz z żony Stacia założył instytucję dobroczynną Shelter for Serenity, niosącą pomoc ofiarom Huraganu Katrina.

## Upamiętnienia
- W 2001 roku imieniem Luca Robitaille'a nazwano nagrodę Trophée Luc Robitaille dla drużyna, która zdobyła najwięcej bramek w sezonie rozgrywek LHJMQ.
- Numer 20, z jakim występował na koszulce, został zastrzeżony przez klub Los Angeles Kings.
- Szwedzka grupa muzyczna Mando Diao stworzyła utwór pt. „Welcome Home, Luc Robitaille”, wydany na albumie Ode To Ochrasy (2006), poświęcony Robitaill'owi.

## Filmografia
- W 1994 roku wystąpił w filmie Potężne Kaczory 2.
- W 1995 roku pojawił się w jednej ze scen filmu Nagła śmierć (wraz z nim Szwed Markus Näslund).
- Użyczył głosu w odcinku serialu animowanego Fineasz i Ferb, w którym pojawiła się postać jego osoby.
- W 2009 roku wystąpił gościnnie w odcinku 71 pt. „Ogień w lodzie” sezonu 4 serialu Kości